# Ali Fakih
Pour les articles homonymes, voir Fakih.
Ali Fakih (arabe : علي فقيه), né le 12 avril 1967 au Liban, est un joueur de football international libanais qui évoluait au poste de gardien de but.

## Biographie

### Carrière en sélection
Ali Fakih joue en équipe du Liban entre 1993 et 2001.
Il participe avec le Liban à la Coupe d'Asie des nations 2000 organisée dans son pays natal. Lors de cette compétition, il joue un match contre la Thaïlande.

## Palmarès
| Al Ansar \| - Championnat du Liban (3) : - Champion : 1996-97, 1997-98 et 1998-99. - Coupe du Liban (1) : - Vainqueur : 1998-99. - Finaliste : 1996-97. \| \| - Supercoupe du Liban (4) : - Vainqueur : 1996, 1997, 1998 et 1999. \| |  | Club Sagesse - Championnat du Liban : - Vice-champion : 2000-01     |
| - Championnat du Liban (3) : - Champion : 1996-97, 1997-98 et 1998-99. - Coupe du Liban (1) : - Vainqueur : 1998-99. - Finaliste : 1996-97.                                                                                          |  | - Supercoupe du Liban (4) : - Vainqueur : 1996, 1997, 1998 et 1999. |